# 合板機械
合板機械（ごうはんきかい）は、合板を製造するための産業機械全般を指す名称で、ロータリーレース、スライサー、ホットプレスなどが含まれる。
一連の工程をカバーするための各種機械があり、これらを組み合わせたプラントとして製作されることも多い。この分野でも日本は先進技術国のひとつに数えられる。

## 国内の主要メーカー
- 太平製作所
- 名南製作所
- 南機械
- ウロコ製作所